# Буэнос-Айресская митрополия (Антиохийский патриархат)
Буэнос-Айресская митрополия (исп. Arquidiócesis de Buenos Aires y toda la República Argentina) — епархия Антиохийской православной церкви на территории Аргентины.
Кафедральным храмом митрополии является Георгиевский собор в Буэнос-Айресе.

## История
Первые православные христиане появились на Южноамериканском континенте именно в Аргентине, в 1860-х годах. Это были сирийцы и ливанцы, бежавшие из Османской империи.
В 1947 году Аргентину посетил Митрополит Захлейский Нифон (Саба) вместе с архидиаконом Гавриилом Салиби и оставался в стране до 1949 года.
В 1949 году Священный Синод Антиохийского Патриархата назначил епископа Сергия (Самне) патриаршим викарием. Вместе с ним в Аргентину были посланы диаконы Михаил Саба и Иоанн Лахам.
Его сменил епископ Игнатий Абуррус, служивший здесь до 1953 года, когда он вернулся в Ливан. После этого здесь ещё 2 года служил епископ Сергий.
1 ноября 1955 года Священный Синод Антиохийской православной церкви назначил Мелетия (Свайти) митрополитом Аргентинским.

## Епископы
- 1 ноября 1955 — 23 сентября 1983 — Мелетий (Сваити)
- 8 октября 1996 — 10 апреля 2006 — Кирилл (Думат)
- 15 октября 2006 — 6 октября 2018 — Силуан (Муса)
- c 9 декабря 2018 — Иаков (Эль-Хури)

## Приходы
В состав Буэнос-Айресской митрополии входят следующие приходы:
- Собор Святого Георгия (Буэнос-Айрес)
- Приход Успения Богородицы (Сан-Фернандо)
- Приход Святого Георгия (Хунин)
- Приход Святого Георгия (Пергамино)
- Приход Святого Георгия (Кордова)
- Приход Святого Георгия (Мендоса)
- Приход Святого Георгия (Сальта)
- Приход Святого Илии (Тартагал)
- Приход Святого Георгия (Росарио)
- Приход Святого Илии (Санта-Фе)
- Часовня Святого Георгия (Эсперанса)
- Приход Святого Михаила Архангела (Венадо-Туэрто)
- Приход Святого Георгия (Сантьяго-дель-Эстеро)
- Приход Успения Богородицы (Сан-Мигель-де-Тукуман)
- Часовня Святого Георгия (Лас-Талитас)
- Часовня Святого Креста (Ластения)